# Aghlabider

Karta över aghlabidernas rike vid dess största utbredning

Aghlabiderna (arabiska: الأغالبة) var en sunnimuslimsk härskarätt i Nordafrika under tidig medeltid som hade släktband med den arabiska stammen Banu Tamim. De aghlabidiska emirerna regerade främst Ifriqiya (ungefär dagens Tunisien) och deras styre varade åren 800-909. Ätten var nominellt underställd Abbasidiska kalifatet och störtades av fatimiderna.

## Historia

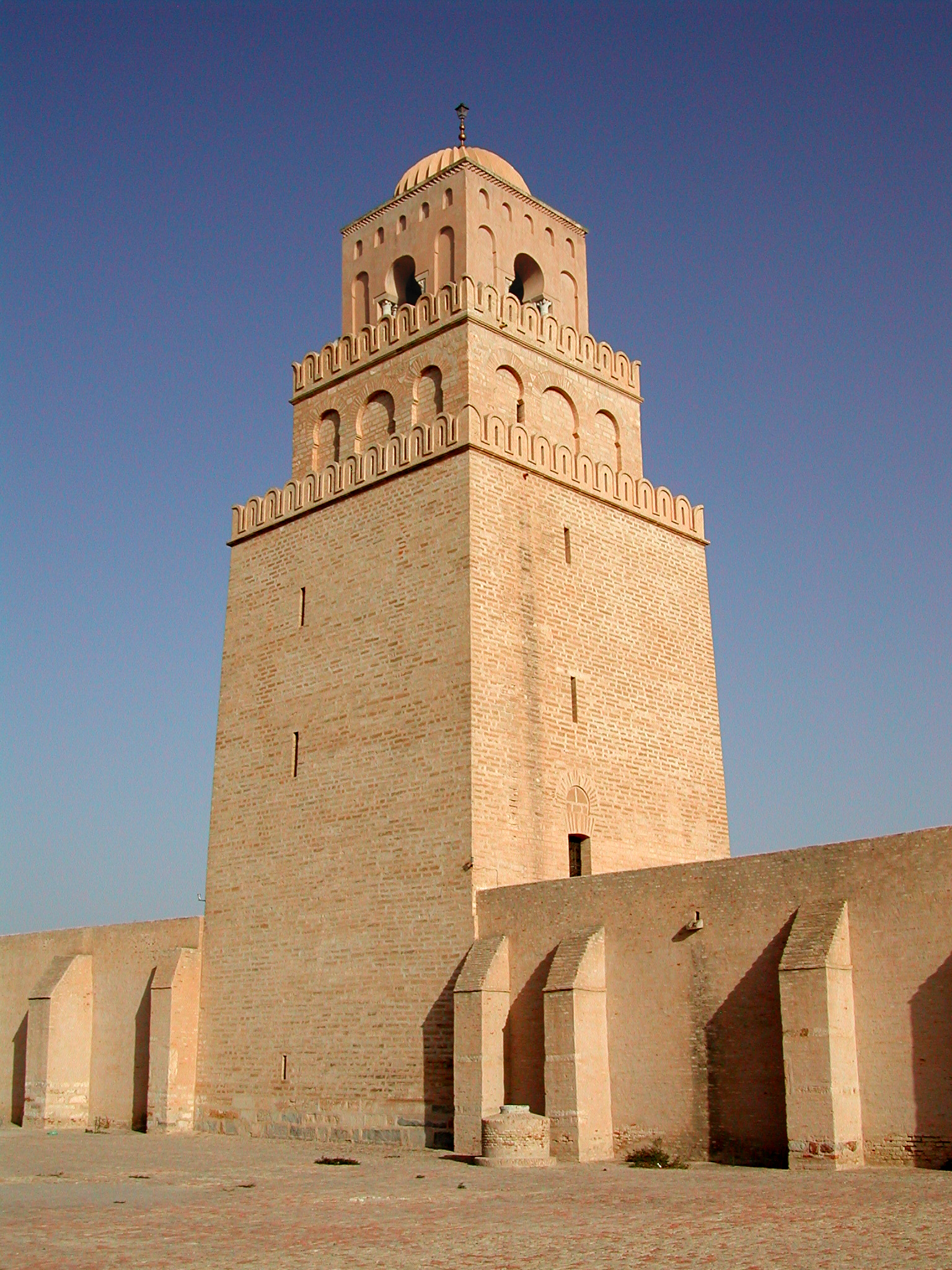
Tornet på den stora moskén i Kairouan som konstruerades på aghlabidernas tid

År 800 utsågs Ibrahim ibn al-Aghlab till emir av Ifriqya av den abbasidiske kalifen Harun al-Rashid. Landets tidigare härskarätt, muhallabiderna, hade i stort förlorat kontrollen och laglöshet rådde i Ifriqya. Ibrahim ibn al-Aghlab fick som vasallfurste till kalifen de facto total självständighet över riket som täckte östra Algeriet, Tunisien och Tripolitania. Aghlabiderna grundlade en ny huvudstad utanför Kairouan kallad al-Abbasiyya i abbasidernas ära samt för att undvika de malikitiska teologer som fördömde ättens gudlösa leverne. Man byggde ut bevattningssystemen och renoverade även offentliga byggnader och gudstjänstplatser.
År 824, under Ziyadat Allah I:s tid vid makten, bröt myteri ut bland rikets arabiska trupper vilket varade fram till år 836 då det slogs ned med hjälp av berberfolket. Ett försök att återvinna kontrollen över de arabiska soldaterna var att skicka dem till Sicilien som då styrdes av Bysantinska riket. Erövringen av Sicilien gick dock långsamt och pågick från år 827 till år 902 då den sista bysantinska utposten föll. 
Under emir Ahmad ibn Muhammads styre nådde det aghlabidiska riket sin höjd. Fortsatt utbyggnad av det romerska bevattningssystemet gjorde Ifriqya till ett handelscentrum understött av rikligt med grödor från jordbruket. Slavhandel med Bysans och de italienska furstendömena ökade rikets inkomster. Kairouan blev hemvist för teologer, jurister och poeter och aghlabiderna sponsrade flera omfattande byggnadsprojekt såsom omdanandet av Kairouans stora moské. Byggnadsverken inspirerades både av bysantinsk och abbasidisk arkitektur.
Vid 800-talets slut började det aghlabidiska styret vackla. Ibrahim II av Ifriqya tvingades försvara landet mot tuluniderna från Egypten vilket efterföljdes av en berberrevolt. År 893 började kutamafolket uppviglas av shiamuslimska predikare. En av dessa var Ubayd Allah som gradvis ledde erövrandet av åtskilliga aghlabidiska städer i Nordafrika. Kring år 909 hade ätten störtats och Fatimidiska kalifatet grundats i dess ställe.

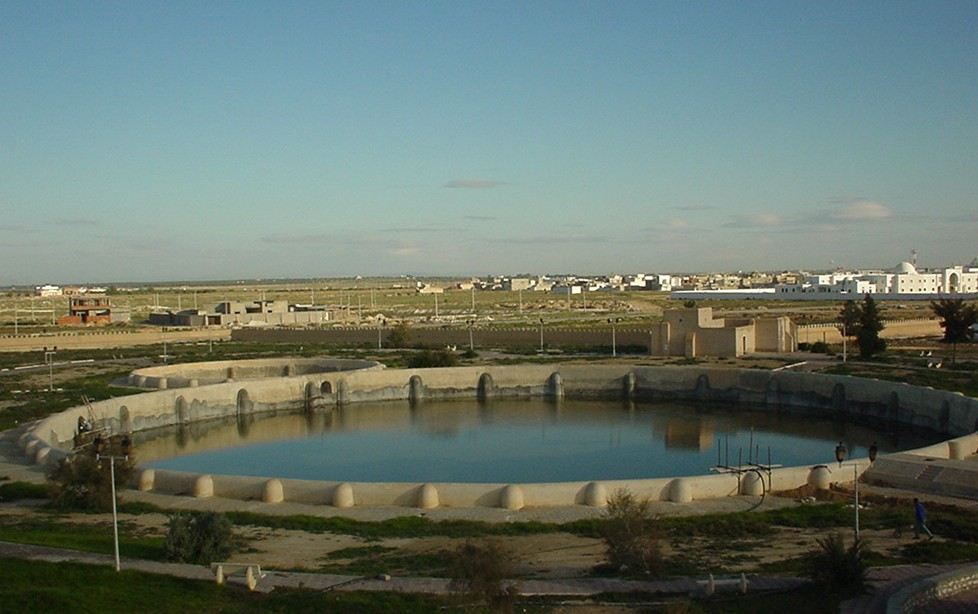
Cistern i Kairouan byggd på aghlabidernas tid

## Aghlabidiska härskare
- Ibrahim I ibn al-Aghlab ibn Salim (800-812)
- Abdullah I ibn Ibrahim (812-817)
- Ziyadat Allah I ibn Ibrahim (817-838)
- al-Aghlab Abu Affan ibn Ibrahim (838-841)
- Muhammad I Abul-Abbas ibn al-Aghlab Abi Affan (841-856)
- Ahmad ibn Muhammad (856-863)
- Ziyadat Allah II ibn Abi l-Abbas (863)
- Muhammad II ibn Ahmad (863-875)
- Ibrahim II ibn Ahmad (875-902)
- Abdullah II ibn Ibrahim (902-903)
- Ziyadat Allah III ibn Abdillah (903-909)